# Romano Floriani Mussolini
Romano Benito Floriani Mussolini (* 27. ledna 2003, Řím) je italský fotbalový obránce hrající za SS Lazio. Je pravnukem fašistického diktátora Benita Mussoliniho.

## Klubová kariéra
S fotbalem začal v AS Řím, ve 13 letech se přesunul do Lazia. V březnu 2021 podepsal s Laziem smlouvu do roku 2024. V říjnu 2021 byl poprvé povolán do prvního týmu, objevil se na lavičce utkání proti Hellasu Verona.

## Osobní život
Floriani Mussolini je synem političky Alessandry Mussolini a Maura Florianiho. Jeho dědečkem z matčiny strany byl pianista Romano Mussolini, pradědečkem byl fašistický diktátor Benito Mussolini.